# Дрогемюллер, Билл
Уильям Герберт (Билл) Дрогемюллер (англ. William Herbert (Bill) Droegemueller, 7 октября 1906, Чикаго, Иллинойс — 23 февраля 1987, Сан-Сити, Аризона) — американский легкоатлет, выступавший в прыжках с шестом. Серебряный призёр летних Олимпийских игр 1928 года.

## Биография
Билл Дрогемюллер родился 7 октября 1906 года в американском городе Чикаго.
Выступал в легкоатлетических соревнованиях за «Нортвестерн Уайлдкэтс» из Эванстона. В 1927 году победил в прыжках с шестом в чемпионате Национальной ассоциации студенческого спорта. В 1928 году стал вторым как на этом турнире, так и на других крупных соревнованиях — чемпионате Любительского легкоатлетического союза и чемпионате США.
В 1928 году вошёл в состав сборной США на летних Олимпийских играх в Амстердаме. В прыжках с шестом завоевал серебряную медаль, показав результат 4,10 метра и уступив 10 сантиметров выигравшему золото Сабину Кэрру из США.
После окончания университета учился в Северо-Западной медицинской школе. Работал офтальмологом в Чикаго. Выйдя на пенсию, перебрался в Аризону, где занимался частной практикой.
Умер 23 февраля 1987 года в американском городе Сан-Сити в Аризоне.

## Личный рекорд
- Прыжки с шестом — 4,19 (1928)[1]